# تپه قلات پارس‌ها
تپه قلات پارسها مربوط به هزاره اول قبل از میلاد است و در شهرستان اشنویه، بخش نالوس، دهستان اشنویه جنوبی، روستای کانی رش واقع شده و این اثر در تاریخ ۲۸ شهریور ۱۳۸۶ با شمارهٔ ثبت ۱۹۶۱۳ به‌عنوان یکی از آثار ملی ایران به ثبت رسیده است.